# Thomas Gravesen
Thomas Gravesen (Vejle, 11 de marzo de 1976) es un exfutbolista profesional danés que jugaba de centrocampista.
El 27 de enero de 2009, a través de un comunicado, anunció su retirada tras varios meses sin equipo.

## Trayectoria

### Inicios
Nacido en Vejle, Gravesen comenzó su carrera en 1992 con el club local Brondy que militaba en la Superliga de Dinamarca, junto con un puñado de jóvenes que pasaron por las categorías inferiores del VB, incluido el exfutbolista Kaspar Dalgas. En el VB jugó como centrocampista defensivo, y después de que fueran subcampeones en la temporada 1996-97 de la Superliga se mudó al equipo alemán del Hamburgo S. V. en 1997.
Gravesen hizo un total de 83 apariciones y seis goles en tres años con el Hamburgo.

### Everton
Después de la Eurocopa 2000, Gravesen se fue al Everton F. C. y rápidamente se convirtió en uno de los favoritos de los aficionados.
Gravesen jugó un papel clave en el ascenso del Everton hacia la parte alta de la tabla de la Premier League 2004-05. Dado que su contrato vencía en el verano de 2005, lo que le permitiría partir libremente, el Everton vendió Gravesen al Real Madrid en enero de 2005 por una cantidad de 2,5 millones £.

### Real Madrid
Gravesen firmó para llenar un hueco en el mediocampo defensivo de Madrid, una posición algo diferente de su tiempo en el Everton. Encontró un éxito de juego inmediato en el Real Madrid, anotando en uno de sus primeros partidos, una victoria por 4-0 ante el Espanyol. Sin embargo, Gravesen progresivamente iría perdiendo protagonismo. Tras la protesta pública por su duro estilo de juego y el despido del entrenador del Real Madrid, Vanderlei Luxemburgo, y del director deportivo Arrigo Sacchi, que fueron los responsables de la adquisición de Gravesen, parecía listo para dejar el Real Madrid en el mercado de invierno de 2006. Sin embargo, el nuevo entrenador López Caro reviviría la carrera de Gravesen en el Real, escogiéndolo regularmente, utilizándolo en el papel titular en la nueva formación 4-1-4-1 adoptada. Hacia el final de la temporada, Gravesen una vez más se encontró fuera del equipo, y en mayo de 2006 se informó que varios clubes estaban interesados en él.
En agosto de 2006, estalló una escaramuza en una sesión de entrenamiento del Real Madrid tras una pelea que tuvo Gravesen con su compañero Robinho. Fabio Capello, exentrenador del Real Madrid, dijo sobre Gravesen: "De la forma en que es, no tendremos problemas con él. Es un poco particular. No me meto con él, él trabaja bien tácticamente. Su comportamiento es así, y no me gusta, todo debe hacerse como él quiere que se haga". Parecía probable que Gravesen abandonara el Real Madrid antes del inicio de la temporada 2006-07, con su agente John Sivebæk confirmando que varios clubes -entre ellos el Newcastle United en Inglaterra y el escocés Celtic- estaban interesados en fichar al centrocampista.

### Celtic
El 28 de agosto de 2006, Gravesen asistió a Celtic Park en Glasgow para un examen médico y, el 30 de agosto, firmó un contrato de tres años, con la opción de un cuarto, con el club, por una tarifa especulada de alrededor de 2 millones £. Hubo un período de incertidumbre sobre si Gravesen firmaría para el Celtic después de que surgieran falsos rumores de un fracaso médico y de una oferta en el último minuto del Newcastle.
Marcó su primer gol para el Celtic contra su rival Rangers el 23 de septiembre de 2006. Luego pasó a anotar el primer triplete de su carrera profesional cuando el Celtic ganó 3-1 contra el St Mirren el 12 de noviembre. Después de un comienzo prometedor en su carrera en el Celtic, Gravesen fue reemplazado en la alineación titular por el centrocampista neerlandés Evander Sno. En abril de 2007, el entrenador del Celtic, Gordon Strachan, reveló rumores de que Gravesen abandonaría el club para jugar en el Sunderland, pero en mayo de 2007 declaró su decepción porque Gravesen no trabajó más duro para recuperar su lugar en la alineación titular.
El 18 de agosto de 2008, el Celtic y Thomas Gravesen separaron sus caminos.

### Cesión al Everton
Gravesen volvió a firmar para el Everton Football Club el 29 de agosto de 2007 con un préstamo del Celtic de temporada. En su primer partido con el Everton, entrando como suplente en el segundo tiempo en la victoria por 2-1 ante el Bolton Wanderers. En su primera aparición europea de la temporada, en la victoria por 3-1 del Everton sobre el Larissa en Goodison Park en la fase de grupos de la Copa de la UEFA, Gravesen asistió en el tercer gol del Everton, anotado por Victor Anichebe. Sin embargo, Gravesen no logró un impacto tan grande como muchos fanáticos del Everton habían esperado. Después del último partido de la temporada 2007-08, el entrenador David Moyes confirmó que el contrato de Gravesen no se renovaría y que volvería a Celtic.

### Retiro
El 27 de enero de 2009, Gravesen anunció su retirada del fútbol al no ampliar su contrato con el Celtic. El 12 de septiembre de 2009, declaró en una entrevista con FourFourTwo que algunos clubes le habían contactado acerca de un posible regreso al fútbol, pero que no surgió nada de estos acercamientos. 
Se informó en diciembre de 2013 que Gravesen había tenido éxito con sus inversiones y estaba viviendo en Las Vegas.

## Selección nacional
Debutó con la selección de fútbol de Dinamarca el 18 de agosto de 1998 frente a la República Checa. Desde entonces ocupó un puesto de gran importancia, siendo una de las piedras angulares para su seleccionador y jugando en el once inicial frecuentemente. Gracias a su actuación con la selección danesa en la Eurocopa de Portugal, Thomas se dio a conocer internacionalmente. Participó en 66 encuentros y anotó 5 tantos.

### Participaciones en torneos internacionales
| Competición                    | Categoría | Sede                   | Resultado        |
| ------------------------------ | --------- | ---------------------- | ---------------- |
| Eurocopa 2000                  | Absoluta  | Bélgica y Países Bajos | Primera fase     |
| Copa Mundial de Fútbol de 2002 | Absoluta  | Corea del Sur y Japón  | Octavos de final |
| Eurocopa 2004                  | Absoluta  | Portugal               | Cuartos de final |

## Clubes
| Club                   | País                | Año       | Partidos | Goles | Media |
| ---------------------- | ------------------- | --------- | -------- | ----- | ----- |
| Vejle Boldklub         | Dinamarca           | 1995-1997 |          |       |       |
| Hamburgo S. V.         | Alemania            | 1997-2000 | 83       | 6     | 0.07  |
| Everton F. C.          | Inglaterra          | 2000-2005 | 145      | 11    | 0.08  |
| Real Madrid C. F.      | España              | 2005-2006 | 49       | 1     | 0.02  |
| Celtic F. C.           | Escocia             | 2006-2007 | 24       | 6     | 0.25  |
| Everton F. C. (cedido) | Inglaterra          | 2007-2008 | 13       | 0     | 0     |
| Total en su carrera    | Total en su carrera |           | 314      | 24    | 0.08  |

## Palmarés

### Títulos nacionales
| Título                  | Club         | País    | Año  |
| ----------------------- | ------------ | ------- | ---- |
| Scottish Premier League | Celtic F. C. | Escocia | 2007 |
| Copa de Escocia         | Celtic F. C. | Escocia | 2007 |